# Phaethornis augusti
El ermitaño gris (en Colombia), ermitaño limpiacasa o simplemente limpiacasa (en Venezuela) (Phaethornis augusti) es una especie de ave apodiforme de la familia Trochilidae, perteneciente al numeroso género Phaethornis. Es nativo del norte de América del Sur.

## Distribución y hábitat
Se distribuye en áreas disjuntas, en la Sierra Nevada de Santa Marta, en  Colombia, en la cordillera de la Costa y Andes de Venezuela al sur por la pendiente oriental de los Andes orientales de Colombia; y en tepuyes aislados del sur de Venezuela, oeste de Guyana y extremo norte de Brasil.
Esta especie puede ser localmente común a poco común en sus hábitats naturales: el sotobosque y los bordes de bosques semi-caducifolios y bosque montanos húmedos a bastante secos, vegetación densa en ambientes montanos no forestados, crecimientos secundarios y plantaciones (p. ej. café, cacao, bananas, naranjas y duraznos). Registrada hasta los 1800 m de altitud en los tepuyes venezolanos y hasta los 3500 m en los Andes venezolanos; raramente por debajo de os 500 m.

## Descripción
Mide en promedio 13,2 cm de longitud y pesa 5,3 g. El pico es curvado, tiene la base de la mandíbula roja y alcanza 36 mm de largo.  El plumaje de las partes superiores es de color castaño grisáceo, con bordes rojizos rufos en la grupa y la parte alta de la cola. Las partes inferiores son gris blacuzco, a veces con pintas amarillas.

## Reproducción
Construye uno de los nidos más notables, que pende de un solo hilo grueso de telaraña a partir de una rama o algún tipo de apoyo alto. Estos nidos curiosos se han encontrado bajo los puentes, en desagües de las carreteras o colgando del techo interior en edificios oscuros. El nido presenta una pared singular de musgo, barro seco y telarañas.

## Sistemática

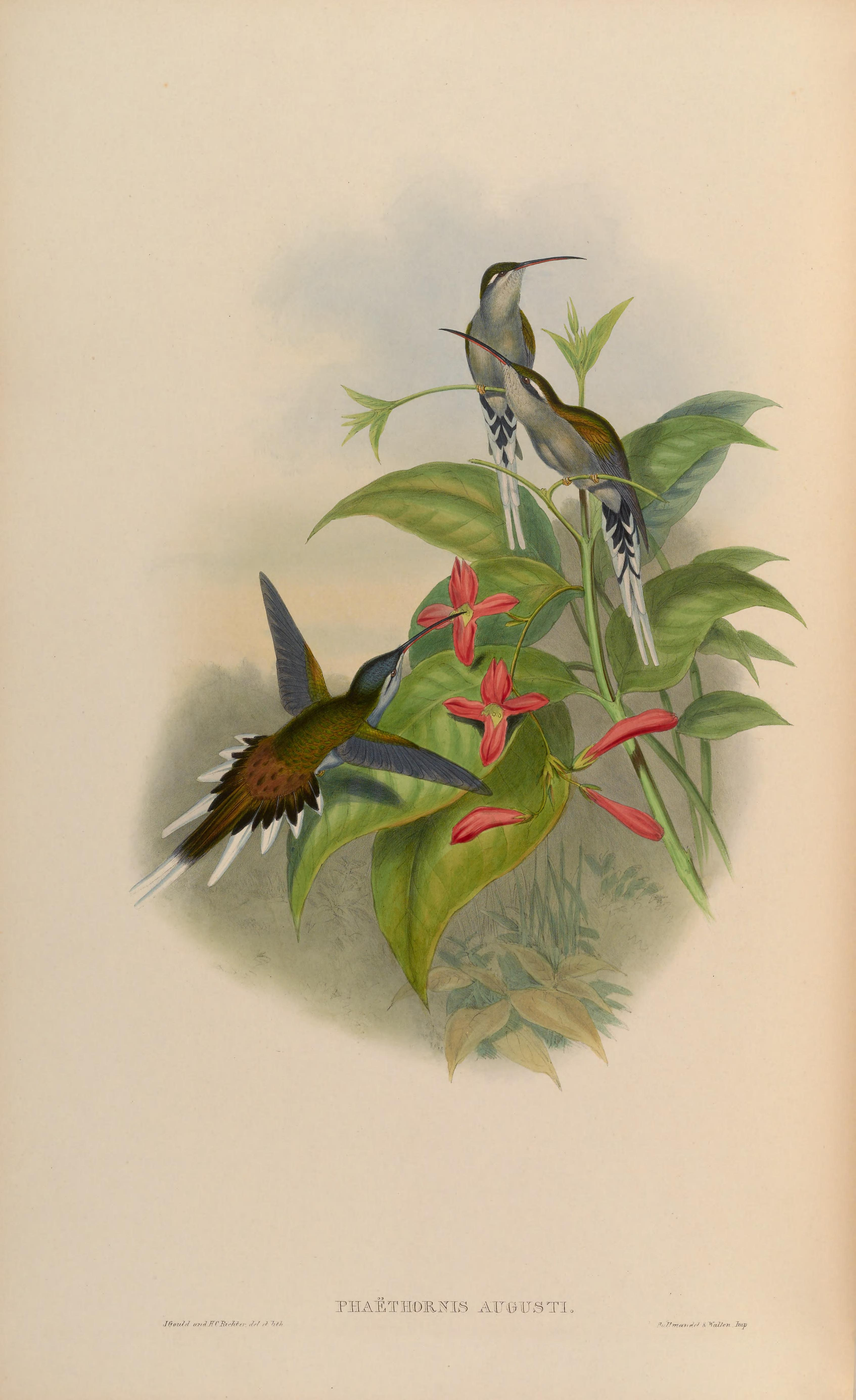
Phaëthornis augusti, ilustración de Gould y Richter en A monograph of the Trochilidae, or family of humming-birds vol. 1, 1861.

### Descripción original
La especie P. augusti fue descrita por primera vez por el ornitólogo francés Jules Bourcier en 1847 bajo el nombre científico Trochilus augusti; su localidad tipo es: «Caracas, Venezuela».

### Etimología
El nombre genérico masculino «Phaethornis» se compone de las palabras del griego «phaethōn» que significa ‘sol’ y «ornis» que significa ‘pájaro’; y el nombre de la especie «augusti», conmemora a Auguste Sallé (1820–1896), entomólogo y recolector francés en la América tropical.

### Taxonomía
Es pariente próximo de Phaethornis pretrei. Las formas descritas P. augusti vicarius (Simon), 1921 y P. augusti fumosus Schlüter, 1915, son sinónimos de la subespecie nominal.

### Subespecies
Según las clasificaciones del Congreso Ornitológico Internacional (IOC)  y Clements Checklist/eBird  se reconocen tres subespecies, con su correspondiente distribución geográfica:
- Phaethornis augusti curiosus Wetmore, 1956 – Sierra Nevada de Santa Marta, norte de Colombia.
- Phaethornis augusti augusti (Bourcier), 1847 – cordillera de la Costa y Andes de Venezuela al sur por la pendiente oriental de los Andes orientales.
- Phaethornis augusti incanescens (Simon), 1921 – tepuyes aislados del sur de Venezuela, oeste de Guyana y extremo norte de Brasil (Roraima).